# Ignavusaurus
Ignavusaurus là một chi khủng long, được Knoll mô tả khoa học năm 2010.